# پیتر ییتس
پیتر یِیتس (به انگلیسی: Peter Yates) (زاده ۲۴ ژوئیه ۱۹۲۹ - ۹ ژانویه ۲۰۱۱) کارگردان و تهیه‌کننده انگلیسی بود.

## زندگی و حرفه
پیتر ییتس در آلدرشات، همپشایر به دنیا آمد. او در نوجوانی به مدرسه کارتوزی (چارترهاوس) رفت و از آکادمی سلطنتی هنرهای دراماتیک فارغ‌التحصیل شد. ییتس به‌مدت چند سال به‌عنوان بازیگر، کارگردان و مدیر صحنه به فعالیت پرداخت.
در دهه ۱۹۵۰ او فعالیت در سینما را به‌عنوان دستیار دوبله آغاز کرد و دیرتر در کنار تونی ریچاردسون به‌عنوان دستیار کارگردان کار کرد. ییتس نخستین فیلم خود را با نام تعطیلات تابستانی در سال ۱۹۶۳ کارگردانی کرد.
او در طول دوران فعالیت‌اش چهار بار نامزد دریافت جایزه اسکار شد. دو نامزدی بهترین کارگردان و بهترین تهیه‌کننده برای فیلم گسستن ‎(۱۹۷۹)‎ ‎(Breaking Away)‎ و دو نامزدی دیگر (کارگردان و تهیه‌کننده) برای فیلم متصدی لباس (۱۹۸۳) که اقتباسی از یک نمایش‌نامه عامه‌پسند بود.

## فیلم‌شناسی
- یک صلح مستقل (تلویزیونی) (۲۰۰۴)
- دن کیشوت (تلویزیونی) (۲۰۰۰)
- بازگشت به صحنه (۱۹۹۹)
- به سوی میهن (۱۹۹۵)
- هم‌خانه‌ها (۱۹۹۵)
- سال ستاره دنباله‌دار (۱۹۹۲)
- مردی بی‌گناه (۱۹۸۹)
- خانهٔ خیابان کارول (۱۹۸۸)
- مظنون (۱۹۸۷)
- النی (۱۹۸۵)
- متصدی لباس (فیلم) (١٩٨٣)
- کرول (۱۹۸۳)
- شاهد عینی (۱۹۸۱)
- گسستن (۱۹۷۹)
- عمق (۱۹۷۷)
- مادر، کوزه‌ها و سرعت (۱۹۷۶)
- به‌خاطر خدا (۱۹۷۴)
- دوستان ادی کویل (۱۹۷۳)
- الماس داغ (۱۹۷۲)
- جنگ سیب‌زمینی (۱۹۷۱)
- جان و ماری (۱۹۶۹)
- بولیت (۱۹۶۸)
- دزدی (۱۹۶۷)
- کوروشی (تلویزیونی) (۱۹۶۶)
- مرد خطر (سریال تلویزیونی) (۱۹۶۴)
- پاندول یکطرفه (۱۹۶۴)
- تعطیلات تابستانی (۱۹۶۳)
- مقدس (سریال تلویزیونی، ۷ قسمت) (۱۹۶۲)